# Paul Biesemann
Paul Biesemann (* 19. August 1896 in Rotterdam; † 9. Februar 1943 in Düsseldorf-Kaiserswerth) war ein deutsch-niederländischer Landschafts-, Marine-, Stillleben- und Porträtmaler sowie Radierer.

## Leben
Der Sohn von Theodor Biesemann und Elisabeth, geborene Kleinmann, aus Rotterdam besuchte zunächst die Zeichenschule in Rotterdam und anschließend von 1919 bis 1923 die Kunstakademie Düsseldorf. Dort waren Wilhelm Döringer, Eduard von Gebhardt, Ludwig Heupel-Siegen, Ludwig Keller und Heinrich Nauen seine Lehrer. Während Erstere die traditionelle Malerei der Düsseldorfer Schule vertraten, prägte ihn Letzterer im Sinne des Rheinischen Expressionismus. Ab 1923 gehörte Biesemann der Künstlervereinigung Das Junge Rheinland an, ab 1928 der Rheinischen Sezession.
Biesemann lebte und arbeitete in Rees, Kalkar und Düsseldorf-Kaiserswerth. Wie die seit Studienzeiten mit ihm befreundeten Maler Piet Leysing, Heinz Scholten und Bernd Schulte, die 1921/1922 gemeinsam mit ihm Studienreisen nach Ostfriesland, in den Taunus, in die Eifel und an den Mittelrhein unternahmen, gilt er als „Niederrheinmaler“.
1937 wurden in der Nazi-Aktion „Entartete Kunst“ aus den Kunstsammlungen der Stadt Düsseldorf seine Lithografie Kleinstadtstraße und das Aquarell Flußlandschaft beschlagnahmt. Die Lithografie wurde zerstört. Das Aquarell ging 1940 zur „Verwertung“ auf dem Kunstmarkt an den Kunsthändler Bernhard A. Böhmer und ist seitdem verschollen.
Im Koenraad-Bosman-Museum in Rees ist er in der Sammlung der Stadt Rees vertreten.